# Mojang Studios
Mojang Studios (von mojäng, schwedisch für „Gadget“; ausgesprochen [màˈjɛŋ]) ist ein schwedisches Entwicklerstudio für Computerspiele mit Sitz in Stockholm. Mojang ist bekannt als Entwickler von Minecraft, dem bisher meistverkauften Computerspiel und für die Produktion von Ein Minecraft Film.
Mojang wurde 2009 als Mojang Specifications von Markus Persson zur weiteren Entwicklung von Minecraft gegründet. Nach Veröffentlichung des Spiels 2010 firmierte Persson zusammen mit Jakob Porsér das Unternehmen um zu Mojang AB. Seit 2014 ist das Studio Teil von Microsoft und nennt sich seit 2020 Mojang Studios.

## Geschichte

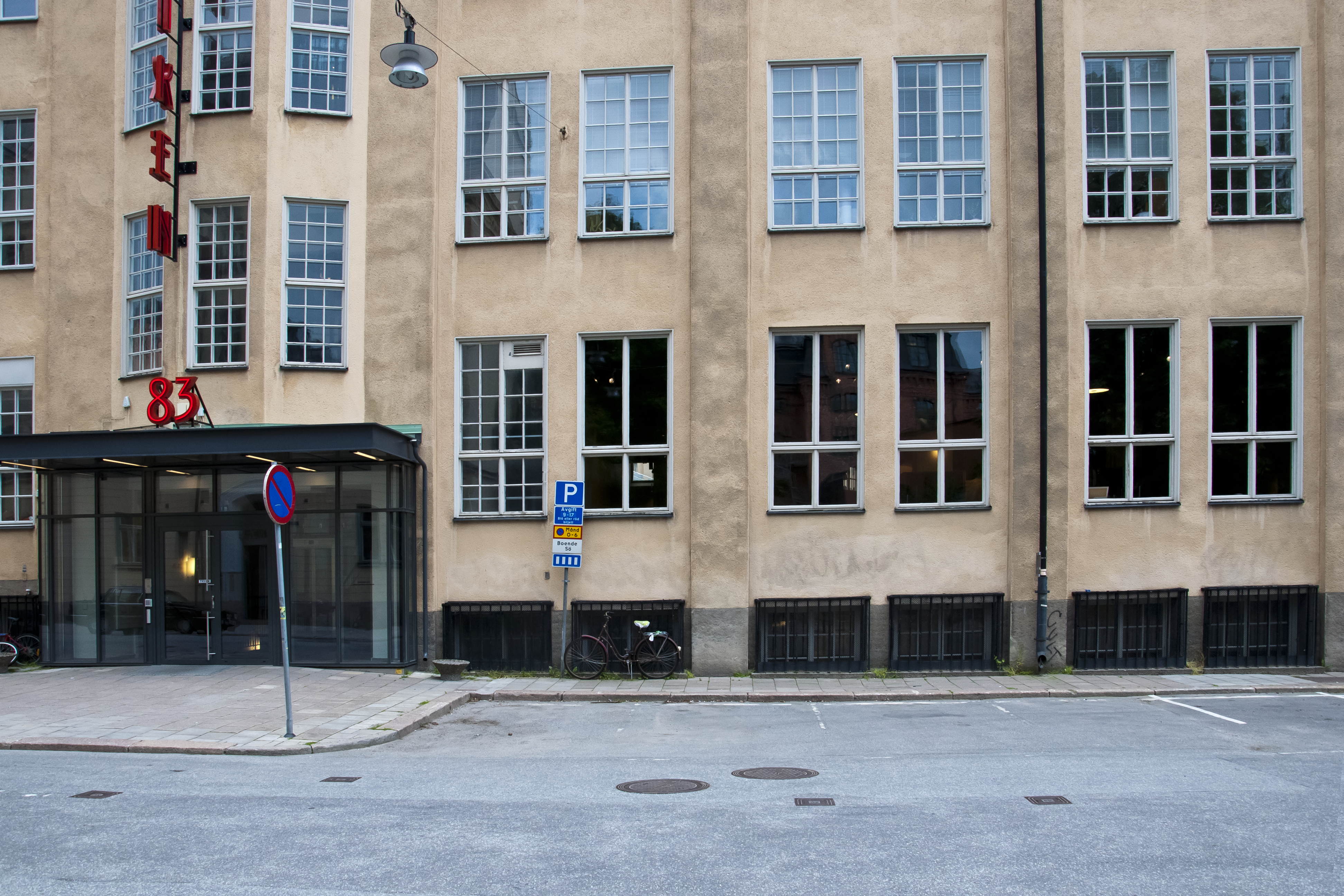
Ehemaliger Sitz von Mojang Studios in Stockholm

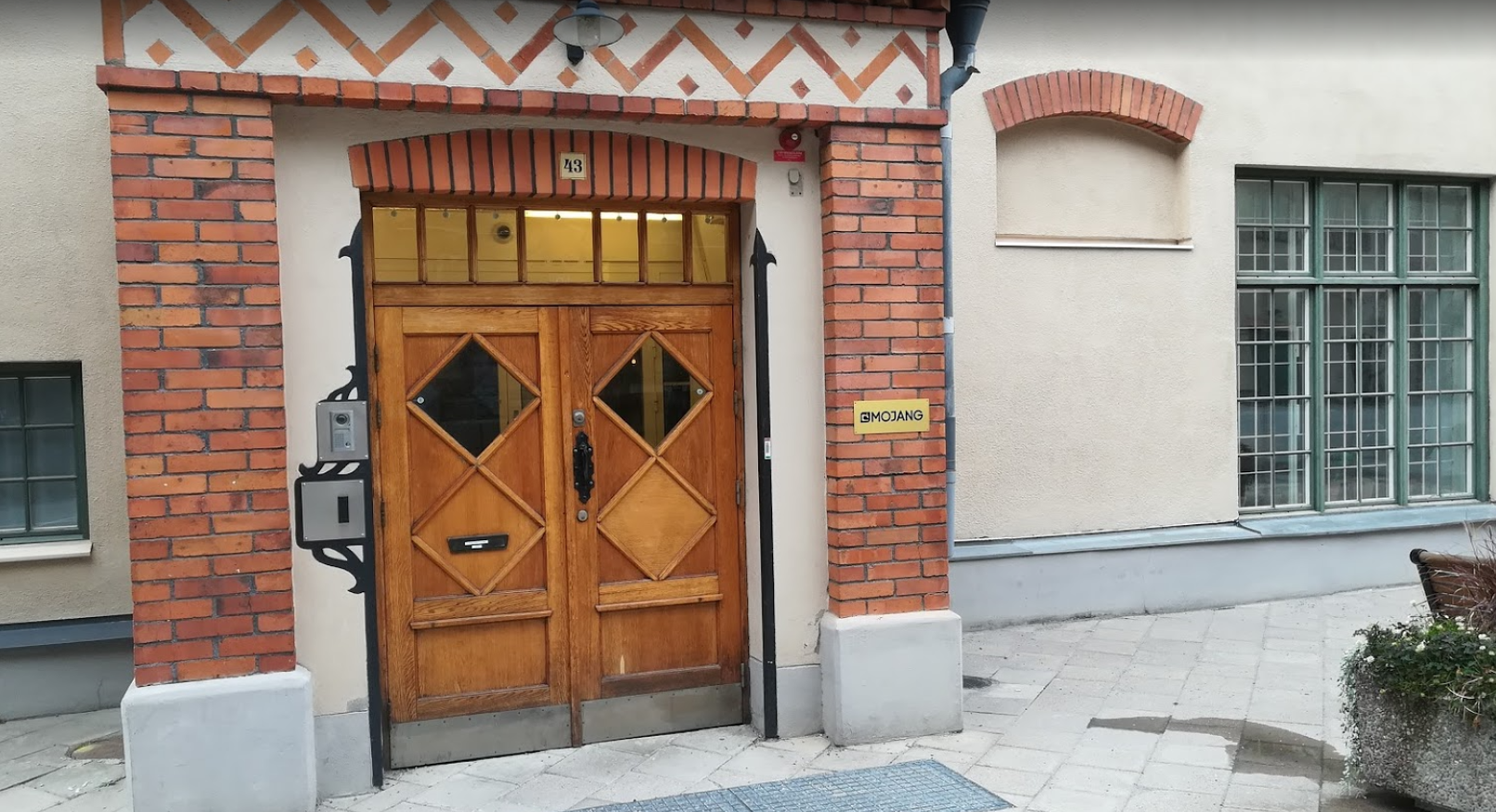
Aktueller Sitz von Mojang Studios in Stockholm, Söder Mälarstrand 43

Im Jahr 2002 beschlossen die begeisterten Computerspieler, Programmierer, Arbeitskollegen und Freunde Markus Persson und Rolf Jansson eine private Spielentwicklungsfirma zu gründen, die auf Perssons Vorschlag hin Mojang Specifications genannt wurde. Ende des Jahres 2002 begannen sie ein Spiel namens Wurm Online zu entwickeln und wählten als Herausgeber ihre Firma Mojang Specifications. Die Website mojang.com wurde von Persson am 4. August 2003 registriert. Im April 2007 verließ Persson das Wurm-Online-Projekt und bat Jansson, den Namen Mojang Specifications behalten zu dürfen. Jansson willigte ein und änderte den Namen der Wurm-Online-Firma zu Onetoofree AB. Im Mai 2009 begann Persson mit der Entwicklung von Minecraft, das er unter Mojang Specifications herausgab. Zu diesem Zeitpunkt war Persson immer noch Angestellter einer Softwarefirma und Mojang Specification eine Privatfirma, die er in seiner Freizeit führte. Kurzzeitig leistete er sich einen bezahlten Mitarbeiter (den Grafiker Hayden Scott-Baron), trennte sich aber im Februar 2010 wieder von ihm. Als Minecraft immer erfolgreicher wurde, kündigte Persson seinem Arbeitgeber und war ab 1. Juni 2010 selbständig. Anfang August 2010 veröffentlichte er erstmals den seit vielen Monaten angekündigten Überlebensmodus des Spiels (Survival Mode). Daraufhin explodierten die Verkaufszahlen (von 46.000 Ende Juli 2010 auf 240.000 Ende September 2010). Persson hatte kaum noch Zeit für die Weiterentwicklung des Spiels, weil die Verwaltungsaufgaben aufgrund der enormen Spielermenge überhandnahmen. Außerdem wurde er Anfang September 2010 zu Geschäftsgesprächen mit Valve und Bungie nach Washington/U.S.A eingeladen. Persson entschied sich aber, zusammen mit seinem Freund Jakob Porsér, der eine eigene Spielidee hatte (Scrolls), selbst eine Firma zu gründen, ein Büro zu mieten und Mitarbeiter zur Unterstützung für beide Spiele einzustellen. Als Geschäftsführer konnten sie Carl Manneh gewinnen, der allerdings erst ab Anfang 2011 abkömmlich war. Anfangs liefen die Verträge noch über die Firma Mojang Specifications, doch die Gespräche mit Rechtsanwälten liefen bereits. Schließlich wurden mehrere Firmen gegründet: Persson gründete die Notch Enterprises AB, die 71 % der Firma Notch Development AB erhielt, während die restlichen 21 % der Anteile an Porsér und 8 % an Manneh gingen. Diese Firma gründete als Tochterfirma schließlich die Mojang AB. Die abschließenden Papiere wurden am 21. Oktober 2010 unterzeichnet. Die ersten sechs Mitarbeiter waren neben Persson, Porsér und Manneh der Programmierer Jens Bergensten, der Grafiker Markus Toivonen und Daniel Kaplan als Geschäftsentwickler. Innerhalb eines Jahres wuchs das Unternehmen zu einer Größe von zwölf Mitarbeitern. Im Jahr 2011 bot Napster-Gründer und ehemaliger Facebook-Präsident Sean Parker an, in Mojang Studios zu investieren, das Angebot wurde aber abgelehnt. Bis März 2012 hatte das Unternehmen einen Nettogewinn von über 80 Millionen Dollar erwirtschaftet.
Am 1. Dezember 2011 trat Persson seinen Posten als Hauptentwickler von Minecraft an Jens Bergensten ab, um sich der Entwicklung anderer Spiele zu widmen. Am 28. Februar 2012 wurden die vier Entwickler der inoffiziellen Mehrspieler-Modifikation Bukkit für Minecraft eingestellt, um die Multiplayerunterstützung des Spiels zu verbessern. Ende März 2012 enthüllte Persson, dass er an einem Weltraum-basierten Spiel arbeite, das wenig später unter dem Titel 0x10c vorgestellt wurde. Im September 2013 stellte er die Arbeiten wegen kreativer Blockade jedoch wieder ein.
Am 15. September 2014 wurde bekanntgegeben, dass Microsoft Mojang für 2,5 Milliarden US-Dollar übernehmen möchte. Die Übernahme wurde am 6. November 2014 abgeschlossen. Mojang Studios wurde in die Xbox Game Studios (ehemals Microsoft Game Studios, Microsoft Studios) eingegliedert. Die drei Anteilseigner Markus Persson, Jakob Porsér und Carl Manneh verließen das Unternehmen. Dabei ging es dem amerikanischen IT-Konzern laut einem Interview mit Konzernchef Satya Nadella vor allem um Minecraft, das als Vorzeigeprodukt für die Möglichkeiten von Microsofts AR-Brille HoloLens dienen sollte.
Am 16. Mai 2020 gab das Unternehmen die Umbenennung in Mojang Studios bekannt.

## Spiele
Das erste kommerzielle und schon weit vor seiner offiziellen Fertigstellung am 18. November 2011 erfolgreiche Spiel von Mojang Studios ist Minecraft, ein Open-World-Spiel. Daneben entwickelte Mojang ab Anfang 2011 das digitale Fantasy-Sammelkartenspiel Scrolls und tritt als Partner für das Jump ’n’ Run Cobalt des ebenfalls schwedischen Spieleentwicklers Oxeye Game Studios auf.
Scrolls wurde am 18. November 2011 im Rahmen der Minecraft-Convention MineCon in Las Vegas erstmals der Öffentlichkeit vorgestellt. Cobalt war schon einige Monate zuvor präsentiert worden. Die Alpha-Version von Cobalt wurde am 16. Dezember 2011, die von Scrolls am 5. Juli veröffentlicht. Mojang Studios verfolgt mit Cobalt die gleiche Veröffentlichungsstrategie wie mit Minecraft, Cobalt soll also als Alpha-Versionen veröffentlicht und gemeinsam mit den Spielern weiterentwickelt werden. Am 29. Juni 2015 wurde die Einstellung von Scrolls bekannt gegeben. Die Entwicklung von Cobalt läuft allerdings noch weiter voran. Das Spiel wurde am 2. Februar 2016 auf Steam veröffentlicht.
Am 18. Dezember 2014 wurde verkündet, dass Mojang in Zusammenarbeit mit Telltale Games an Minecraft: Story Mode arbeitet. Am 13. Oktober 2015 wurde die erste Episode vom Minecraft: Story Mode veröffentlicht. Mit der am 13. September 2016 veröffentlichten achten Episode wurde die erste Staffel abgeschlossen. Am 11. Juli 2017 erschien die erste Episode der zweiten Staffel. Die zweite Staffel besteht aus insgesamt fünf Episoden.
Minecraft Dungeons ist das erste firmeninterne Minecraft-Spinoff. Die Ankündigung zu Minecraft Dungeons erfolgte am 29. September 2018 während einer MineCon-Veranstaltung. Minecraft Earth ist ein Augmented Reality (AR) Handyspiel für Android und iOS. Minecraft Earth wurde im Mai 2019 angekündigt. Am 28. September 2019 bei der MineCon-Veranstaltung wurde Early Access für Minecraft Earth angekündigt und startete im Oktober 2019. Am 30. Juni 2021 stellte Mojang die Entwicklung von Minecraft Earth ein.

### Entwickelte Spiele
| Titel                                        | Entwickler                                                             | Publisher                                                         | Erstveröffentlichung            |
| -------------------------------------------- | ---------------------------------------------------------------------- | ----------------------------------------------------------------- | ------------------------------- |
| Minecraft                                    | Mojang Studios, Xbox Game Studios, 4J Studios, Other Ocean Interactive | Mojang Studios, Xbox Game Studios, Sony Interactive Entertainment | 2009                            |
| Caller’s Bane (ursprünglicher Titel Scrolls) | Mojang                                                                 | Mojang                                                            | 2014                            |
| Minecraft: Story Mode                        | Mojang, Telltale Games                                                 | Telltale Games                                                    | 2015                            |
| Crown and Council                            | Mojang                                                                 | Mojang                                                            | 2016                            |
| Minecraft Earth                              | Mojang Studios, Blackbird Interactive                                  | Xbox Game Studios                                                 | 17. Oktober 2019 (Early Access) |
| Minecraft Dungeons                           | Mojang Studios, Double Eleven                                          | Xbox Game Studios                                                 | 26. Mai 2020                    |
| Minecraft Legends                            | Mojang Studios, Blackbird Interactive                                  | Xbox Game Studios                                                 | 18. April 2023                  |

### Vertriebene Spiele
| Titel       | Entwickler        | Publisher                         | Erstveröffentlichung |
| ----------- | ----------------- | --------------------------------- | -------------------- |
| Cobalt      | Oxeye Game Studio | Mojang Studios, Xbox Game Studios | 2016                 |
| Cobalt WASD | Oxeye Game Studio | Mojang Studios                    | 2017                 |

### Game-Jam-Spiele
2012 und 2013 sammelte Mojang im Rahmen zweier „Humble Bundle Mojam“ genannten firmeninternen Game Jams in Kooperation mit Humble Bundle Spenden für wohltätige Zwecke. Dabei entstand zunächst Catacomb Snatch, im Jahr darauf drei weitere Minispiele. 2014 nahm Mojang am von Humble Bundle ausgerichteten Game Jam „Games Against Ebola“ (‚Spiele gegen Ebola‘) teil und entwickelte erneut drei Minispiele, die im Anschluss für alle Spender veröffentlicht wurden.
| Titel                   | Genre                                    | Erstveröffentlichung | Notizen                                                                       |
| ----------------------- | ---------------------------------------- | -------------------- | ----------------------------------------------------------------------------- |
| Catacomb Snatch         | Shoot ’em up, Strategiespiel             | 2012                 | Entwickelt während der Benefizveranstaltung Humble Bundle Mojam               |
| Nuclear Pizza War       | Actionspiel, Tower Defense, Shoot ’em up | 2013                 | Entwickelt während der Benefizveranstaltung Humble Bundle Mojam 2             |
| Endless Nuclear Kittens | Actionspiel, Shoot ’em up                | 2013                 | Entwickelt während der Benefizveranstaltung Humble Bundle Mojam 2             |
| Battle Frogs            | Side-Scroller                            | 2013                 | Entwickelt während der Benefizveranstaltung Humble Bundle Mojam 2             |
| Docktor                 | —                                        | 2014                 | Entwickelt während der Benefizveranstaltung Humble Bundle Games Against Ebola |
| Healthcore Evolved      | —                                        | 2014                 | Entwickelt während der Benefizveranstaltung Humble Bundle Games Against Ebola |
| Snake Oil Stanley       | —                                        | 2014                 | Entwickelt während der Benefizveranstaltung Humble Bundle Games Against Ebola |

## Gerichtsverfahren

### Uniloc gegen Mojang AB
Am 20. Juli 2012 reichte Uniloc, ein Computer-Sicherheits- und Kopierschutz-Unternehmen, eine Klage gegen Mojang ein. Laut Uniloc verletze die Minecraft Pocket Edition für Android Patente von Uniloc.

## Auszeichnungen
- March Mayhem: Developer’s Showdown 2011, Entwicklerpreis des US-amerikanischen Onlinemagazins The Escapist[37]